# Organisme semiaquàtic

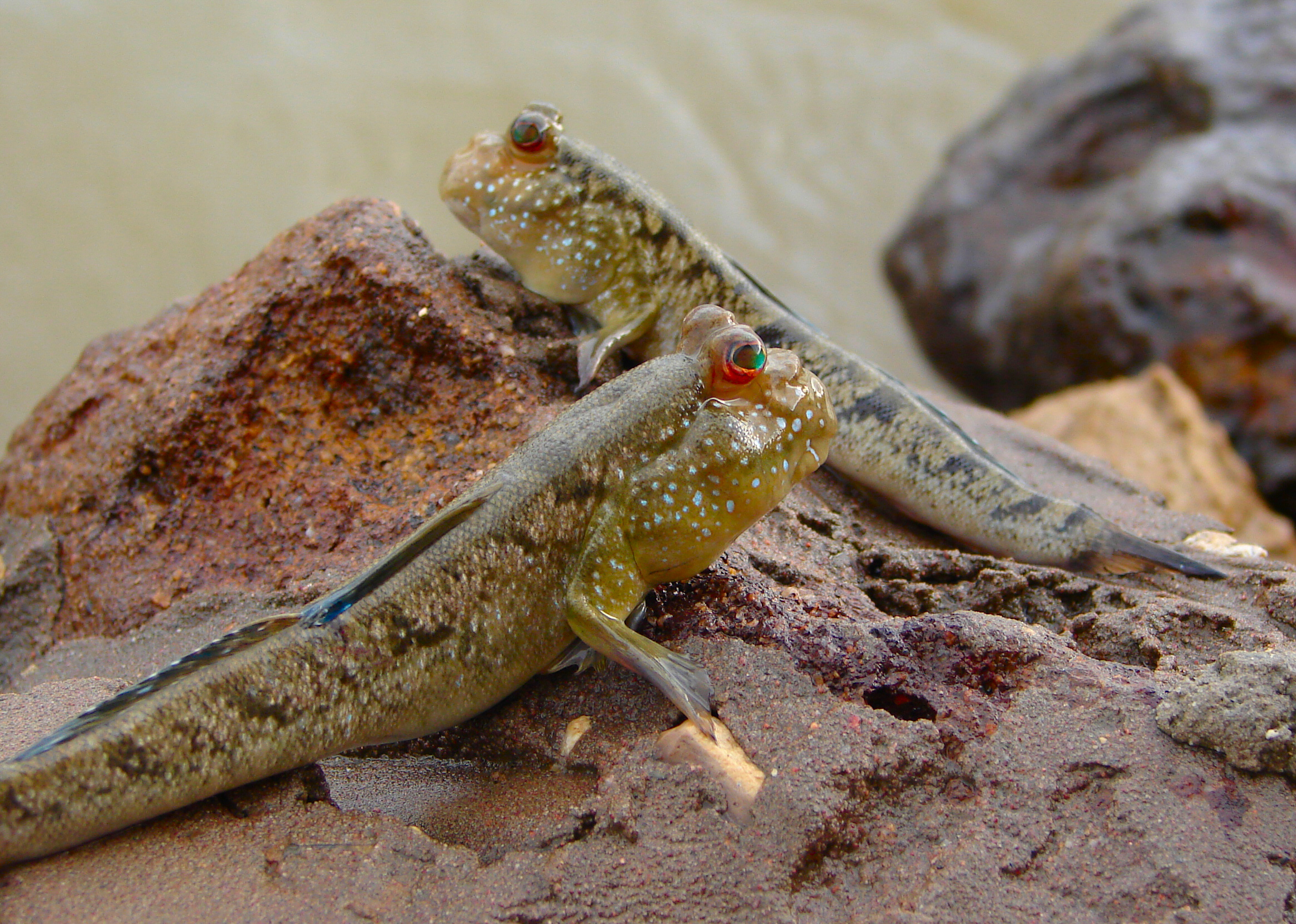
Saltadors del fang, un tipus de peixos amfibis que habiten els aiguamolls de manglar i les planes de marea

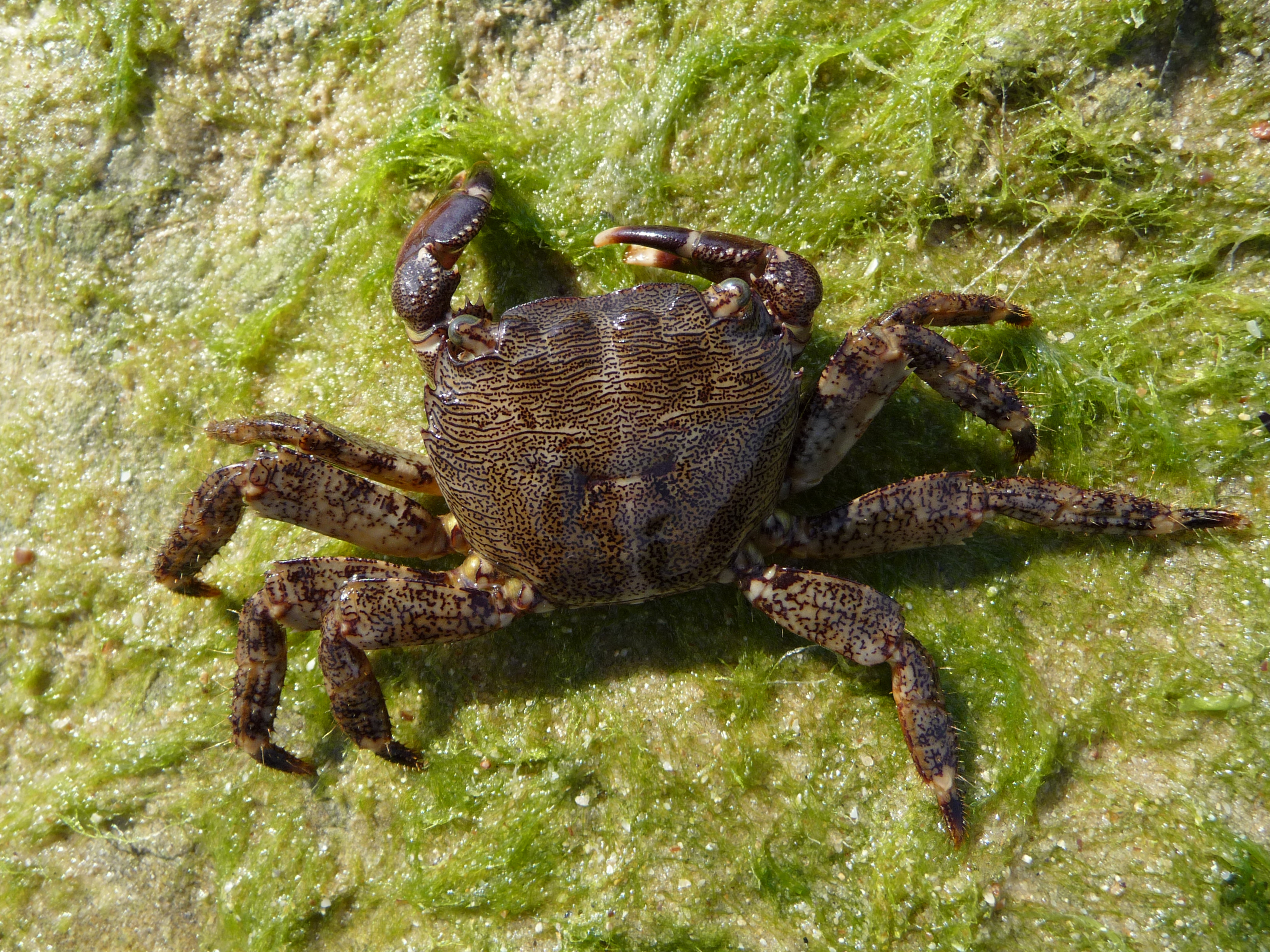
El cranc roquer, una espècie de cranc semiterrestre

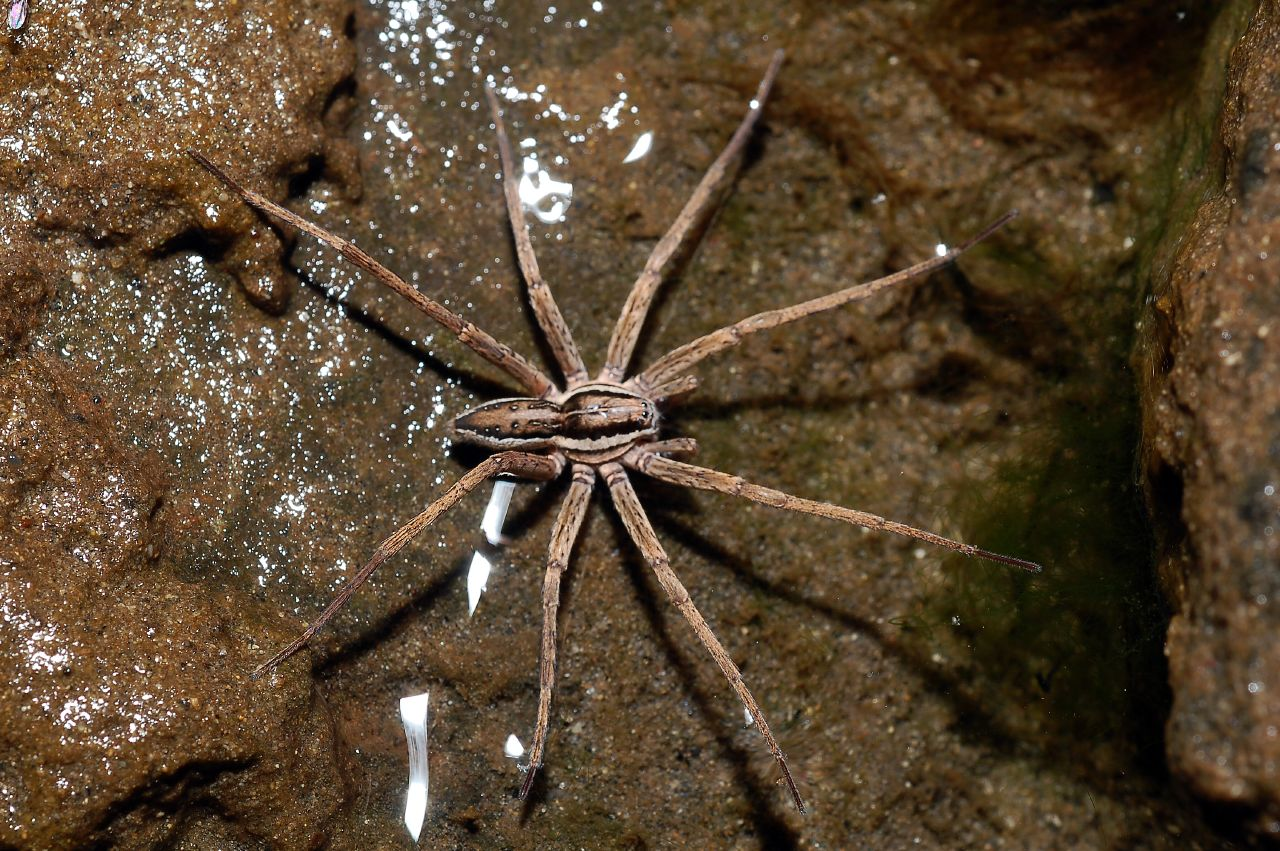
Posició de caça de Dolomedes minor, una aranya semiaquàtica

Un organisme aquàtic és un animal que passa part del seu temps a l'aigua o una planta que creix parcialment submergida.

## Animals semiaquàtics
Entre els animals semiaquàtics hi ha:
- Vertebrats
  - Tetràpodes semiaquàtics
  - Peixos amfibis, incloent-hi alguns tipus de peixos que normalment són estrictament aquàtics, com ara els joells i Porichthys notatus que surten de l'ou a la zona de marees
  - Diversos equinoderms semiterrestres de la zona de marees, com ara l'eriçó de mar Colobocentrotus atratus, que s'arrapa als penya-segats, i l'estrella de mar Pisaster ochraceus
- Artròpodes
  - Insectes aquàtics (p. ex., libèl·lules) que tenen almenys una fase no aquàtica del seu cicle de vida (p. ex., adults), insectes amfibis (p. ex., erugues amfíbies o la formiga Polyrhachis sokolova)[nota 1]
  - Col·lèmbols semiaquàtics, com ara Anurida maritima
  - Crustacis malacostracis semiterrestres (p. ex., molts crancs, com ara el cranc roquer,[nota 2] alguns amfípodes, com ara Orchestia gammarellus, alguns isòpodes, com ara Ligia oceanica, i alguns cirrípedes, com ara Balanus glandula)
  - Limúlids, que són majoritàriament aquàtics, però surten de l'ou a la zona de marees i viuen a les planes de marea durant la seva fase juvenil
  - Aranyes semiaquàtiques com ara Ancylometes o Dolomedes (a diferència d'Argyroneta, que és gairebé totalment aquàtica)
  - Un centpeus, Scolopendra cataracta
- Anèl·lids semiaquàtics, com ara el cuc de terra Sparganophilus
- Mol·luscos
  - Bivalves de la zona de marees, com ara Enigmonia aenigmatica, que viu als manglars
  - Poliplacòfors de la zona de marees, com ara Acanthopleura granulata
  - Gastròpodes semiterrestres com ara la pagellida de marees Patella vulgata, així com caragols d'aigua dolça i salada, com ara Pomatiopsis o Cerithideopsis scalariformis, respectivament
- Platihelmints semiterrestres de la zona de marees, com ara l'acotileu Myoramyxa pardalota[4]

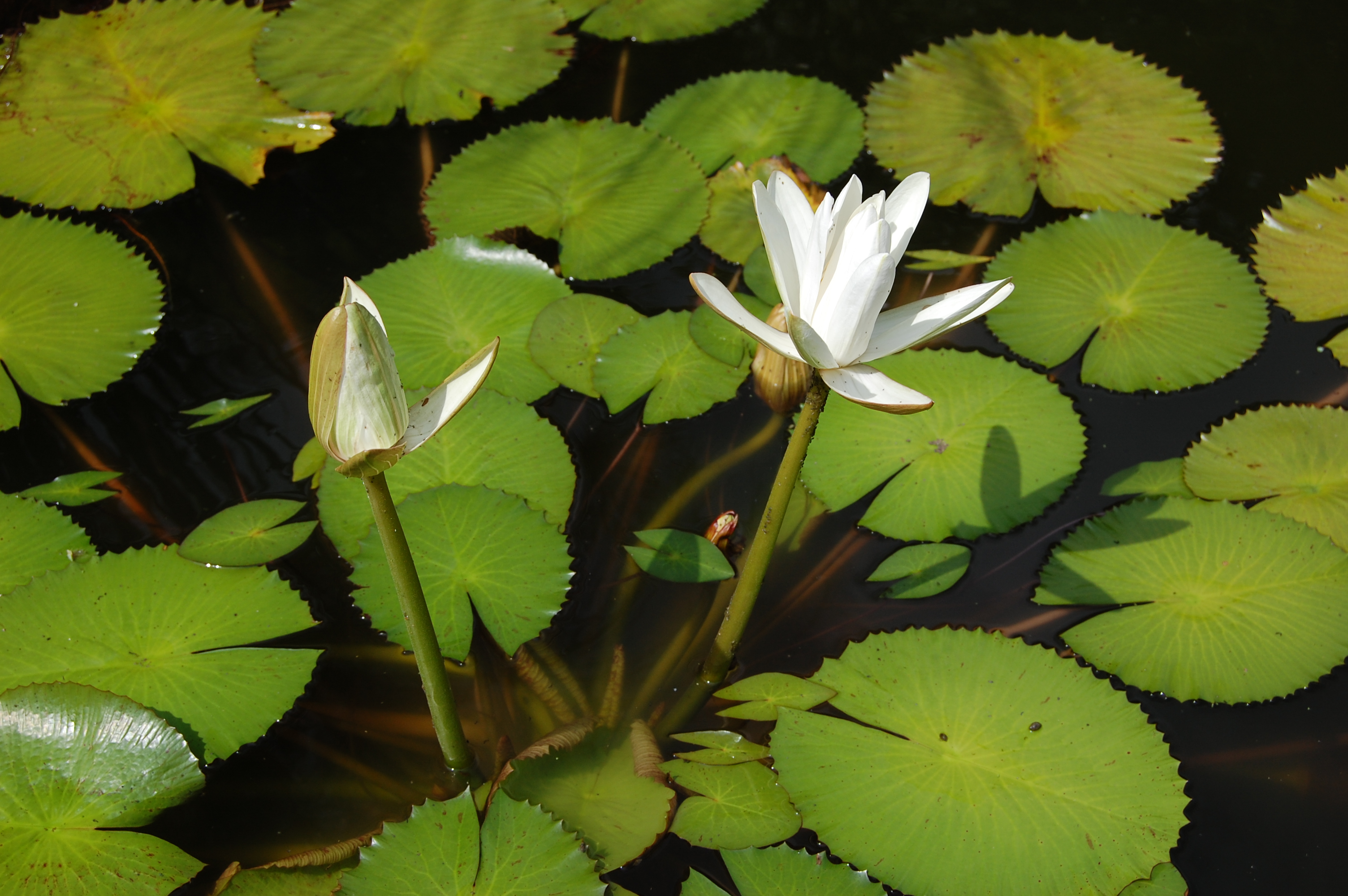
El lotus egipci, un angiosperma semiaquàtic

## Plantes semiaquàtiques
Les plantes semiaquàtiques inclouen:
- Angiospermes semiaquàtiques (p. ex., manglars, Ipomoea aquatica, Pistia i totes les nimfeals)
- Coníferes semiaquàtiques com ara Taxodium ascendens
- Falgueres semiaquàtiques, com ara Pilularia americana
- L'equiset semiaquàtic Equisetum fluviatile
- Isòets semiaquàtics com ara Isoetes melanospora
- Licopodiòpsides semiaquàtiques com ara Lycopodiella inundata
- Molses semiaquàtiques com ara Sphagnum macrophyllum
- Hepàtiques semiaquàtiques com ara Riccia fluitans